# ポケットモンスター ソード・シールド
『ポケットモンスター ソード・シールド』（英語: Pokémon Sword and Shield）は、株式会社ポケモンより2019年11月15日に発売されたNintendo Switch用ロールプレイングゲーム『ポケットモンスター ソード』と『ポケットモンスター シールド』の総称。ポケットモンスターシリーズ完全新作の8作目。公式の略称は「ポケモン剣盾」。

## 概要
2019年2月27日に『Pokémon Direct 2019.2.27』で発表された。本作の「ポケットモンスター」のロゴマークは、海外版のロゴマークと同様のフォントが使用されている。
全世界で同時発売され、対応言語は日本語、英語、スペイン語、フランス語、ドイツ語、イタリア語、韓国語、中国語（繁体字、簡体字）の9言語である。
ソード版とシールド版に加えて2つを同梱したダブルパックも発売されており、特別なマックスレイドバトルへ序盤からアクセスできるゲーム内アイテムを入手できる。早期購入特典としてゲーム内でキョダイマックスできる特別なニャースが配信された他、パッケージ版は購入する店舗によって様々なファングッズが、デジタル版はゲーム内で使えるアイテムがそれぞれ配布された。また、2018年に発売されたLet's Go! ピカチュウ・イーブイを所持しているユーザーにはキョダイマックスできる特別なピカチュウもしくはイーブイが配信されている。
有料ダウンロードコンテンツとして、「鎧の孤島」「冠の雪原」のふたつの追加シナリオが配信された。

## ゲームシステム
本作は本編シリーズで初めてオートセーブが取り入れられている。その他「わざ」の思い出しや姓名判断の機能がポケモンセンターに統合されているなどシステム面でのテコ入れが行なわれている。
一方で、『ウルトラサン・ウルトラムーン』（以下、「前作」）までのポケモンについて、本作に送り込めるのは、当初の段階でガラル図鑑に登録されているポケモンのみに限定された。エキスパンションパスの購入で、一部ポケモンが本作に送り込める予定。また、前作までに登場した技の一部（「めざめるパワー」や「おんがえし」、「おいうち」など）が廃止されている。前作から送り込んだポケモンが廃止された技を覚えていた場合は、その技は使えなくなる。

### 新コンテンツ
ダイマックスとキョダイマックス
ガラル地方で見られるポケモンの巨大化現象「ダイマックス」をポケモンバトルに応用したシステム。巨大化すれば能力も向上する上、タイプによって異なるダイマックスわざを使用することができる。
ダイマックスは特定の場所であれば全てのポケモンが可能である。更に特別なポケモンのみキョダイマックスとなり、こちらは姿形も変化し、そのポケモン専用のダイマックスわざを使用できる。
前作までの「メガシンカ」や「Zワザ」に代わって導入された要素。
ワイルドエリア
ガラル郊外に広がる自然溢れるオープンワールドのような広大なフィールドを自由に探索することができる。場所や天候によって出会えるポケモンが異なるため、訪れる度に変化がある。
マックスレイドバトル
ワイルドエリアに出現する強力なダイマックスポケモンに4人で挑むことのできるコンテンツ。このレイドでのみ捕獲できるポケモンがいる他、ごく稀にキョダイマックスできる特別なポケモンと出会えるチャンスが訪れる。
オンラインで協力者を募ることができ、ネットに接続していなくてもNPCが駆けつけてくれる。
ポケモンキャンプ
旅の道中でキャンプを設営し、手持ちのポケモンたちと遊んだりカレーライス作りを楽しむことができる。このカレーは使う食材によって味や効果が変わり、カレー図鑑も用意されている。特にワイルドエリア内では他プレイヤーのキャンプへ参加することができ、最大4人での交流を楽しめる。
ディレクターの大森によれば、このカレーを作るというアイデア発想はガラル地方のモチーフが英国であることが一助となっており、また「現実に存在する食べ物が出てくれば，ゲームの世界にもっと親しみを持ってもらえる」とも語っている。
ポケジョブ
企業からの様々な依頼要望を受け、主人公がポケモンを送ることで、後に見返りや報酬をもらうことのできるシステムである。見返りとして経験値などを獲得できる他、報酬ではお金やどうぐを貰うことができる。ポケジョブは、ポケモンセンターのロトミから確認する。ポケジョブは、毎日更新される。
カードメーカー
主人公のカードをオリジナルにカスタマイズできるシステムである。冒険を進めるにつれて素材が増やされる。中には、特定の条件をクリアすることで獲得できる素材もある。ポケモンのロトミからカードを改造できる。

## エキスパンション・パス
本作はポケットモンスターの本編シリーズとしては初の有料ダウンロードコンテンツ（DLC）が導入されている。
新しいフィールドやポケモンなどの新規コンテンツを2回に分けて導入する、シーズンパス形式の有料DLC。2020年1月9日配信の「Pokémon Direct 2020.1.9」にて発表され、配信終了直後の10日から販売開始される。また、それぞれのコンテンツでは発売時に未実装であったポケモン（ジバコイル、ガブリアスなど）が登場する。エキスパンション・パス非購入者であっても、配信時に伴う無料アップデートにより、パス購入者との通信交換、またはPokémon HOME経由での過去作からの受け取りによって彼らを入手することができる。
鎧の孤島
2020年6月17日に配信開始。新しい舞台である「ヨロイじま」を舞台に、主人公はマスター道場で新キャラクター・マスタードのもと修行に励む。
冠の雪原
2020年10月23日に配信開始。新しい舞台である「カンムリせつげん」を舞台に、主人公は探検隊の隊長として冒険をする。

## 登場人物
担当声優はメディアミックス作品での配役。テレビアニメシリーズでの配役はアニメ版ポケットモンスターの登場人物およびポケットモンスター (2023年のアニメ)#登場人物を参照。言語によって登場人物の名前は異なっているが、()内は英語版の名前を元に記載している。

### 主人公・町の住人
主人公
声 - 宮田海地（男）、緒方佑奈（女）〈薄明の翼〉 / 下野紘（マサル）、幸村恵理（ユウリ）〈ポケマス〉 / 田邊幸輔（Evolutions・マサル）
本作の主人公。ゲーム開始時に性別と肌の色を設定できる。旅の途中にあるヘアサロンでは髪・目の色・リップカラーなどの変更、ブティックでは服を購入すれば着せ替えを楽しむことがそれぞれ可能。ガラルチャンピオンを目指しており、ダンデから推薦されてジムチャレンジに挑む。
『ポケモンマスターズEX』では、男主人公がマサル、女主人公がユウリの名前で登場する。
マグノリア博士 (Magnolia)
ガラル地方で高名なポケモン博士。ガラル地方特有の現象であるダイマックスを研究している。
ソニア (Sonia)
声 - Lynn（薄明の翼・ポケマス）
マグノリア博士の孫娘にして、助手として主人公をサポートする女性。ハート型のヘアアクセを散りばめた橙色のサイドテールが特徴。ワンパチを連れ歩いている。ダンデの幼馴染であり、ルリナとは友人同士。
ダンデ (Leon)
声 - 櫻井孝宏（薄明の翼・ポケマス） / 小野大輔（Evolutions）
現ガラルチャンピオンにしてホップの兄。快活で責任感が強く、ポケモンバトルの実力と誰にでも分け隔てなく接する人柄を持つ好青年。決め台詞は「レッツチャンピオンタイム!」で、パートナーはリザードン。方向音痴であり、パートナーであるリザードンが道案内をしている。
ディレクターの大森は本作の物語におけるテーマを「憧れ」とした上で、ダンデはその象徴であると語っている。
手持ちはギルガルド、ドラパルト、オノノクス、リザードンと、主人公が最初に選んだポケモンに応じてガマゲロゲとエースバーン、バリコオルとインテレオン、ドサイドンとゴリランダーのいずれかを使用する。キョダイマックスするエースはリザードン。
殿堂入り後、ダンデの自宅を訪れるとヒトカゲを入手できる。
ホップ (Hop)
声 - 三瓶由布子（薄明の翼・ポケマス） / 入野自由（Evolutions）
ダンデの弟であり、兄から推薦を受けている。主人公とは隣人であり友人であり、ガラルチャンピオンの座を競うよきライバルでもある。
ウールーを相棒として連れており、主人公の選んだポケモンに不利なポケモンをエースにしている。途中で手持ちの入れ替わりが何度かあるが、終盤は最初のパートナーに加え、主にバイウールー、アーマーガア、カビゴン、バチンウニを手持ちに入れている。殿堂入り後、ソッドやシルドによる事件を解決するとソードでザマゼンタ、シールドでザシアンを捕獲。
マリィ (Marnie)
声 - 石川由依（薄明の翼） / 田村ゆかり（ポケマス）
スパイクタウン出身の少女で、ネズの実妹。容姿とクールなポケモンバトルから多くのファンを持つ、主人公と同じくチャンピオンを目指すライバルである。あくタイプのポケモンをメインに起用し、モルペコをパートナーにしている。モルペコは5歳の時にネズが捕獲してくれて以来の仲。自分の後援者であるエール団の迷惑行為が自分のためであったことは知らなかった模様。
殿堂入り後、ホテルスボミーインの一室で笑顔を作る練習をしている光景が見られる。
最終的な手持ちはレパルダス、ズルズキン、ドクロッグ、モルペコ、オーロンゲで、キョダイマックスするエースはオーロンゲ。
ビート (Bede)
声 - 永塚拓馬（薄明の翼・ポケマス）
ローズに推薦されたチャンピオンを目指すポケモントレーナーの少年。エスパータイプの使い手であったが、後に不祥事を起こして失格となった後、ポプラに引き取られてアラベスクタウンジムリーダーの座を継ぎ、フェアリータイプの使い手となる。ミブリムをパートナーにしている。
最終的な手持ちはクチート、サーナイト、ニンフィア、ギャロップ、ブリムオンで、キョダイマックスするエースはブリムオン。

### ジムリーダー
本作のジムリーダーはバトル用ユニフォームを着るようになり、独特の3桁の番号を持っている。前作までのポケモンシリーズの終盤の四天王戦に対し、当作品は廃止になった代わりに主人公のライバル及びジムリーダーとのトーナメント式のリーグ戦として再戦となる。ただし、一部のジムリーダーはソードとシールドのどちらかでしか戦えず、本編終了後はリーグカードを所持しているだけでリーグ戦の対戦相手の指名することで再戦が可能になる他、DLCで追加されたガラルスタートーナメントでタッグパートナーを指名することができる。
ヤロー (Milo)
声 - 新垣樽助（薄明の翼）
ターフタウンのジムリーダーでくさタイプの使い手。番号は831。キャッチコピーは「ファイティング ファーマー」。心優しい性格で高身長の筋肉質で麦わら帽子が特徴の男性。農家の息子で、優しい性格で強くない相手には本気を出しきれない。
ジム内部は牧場となっていて、20匹のウールーをゴールまで誘い込むチャレンジミッションとなっている。使用ポケモンはヒメンカとワタシラガで、ダイマックスするエースはワタシラガ。
バトルに勝利すると、くさバッジとわざマシン10「マジカルリーフ」が貰える。
ポケモンリーグ戦での使用ポケモンはワタシラガ、キレイハナ、チェリムはソードとシールドに共通し、ソードではダーテングとアップリュー、シールドではルンパッパとタルップルを新たに加える。キョダイマックスするエースはアップリューとタルップル。ガラルスタートーナメント開幕後は、キレイハナがアマージョに変更される。
ルリナ (Nessa)
声 - 雨宮天（薄明の翼・ポケマス）
バウタウンのジムリーダーでみずタイプの使い手。番号は049。キャッチコピーは「レイジング ウェイブ」。水色が混じったロングヘアーと褐色肌が特徴的な女性で、へそ出し仕様のユニフォームを着ている。ジムリーダーだけではなくモデルとしても大人気で、戦闘時とは雰囲気がまるで変わるためにジムリーダーのルリナとモデルのルリナは別人と思っている人も多い。前述のように、ソニアとは友人同士。
ジムの内部は迷路状で赤・青・黄色の配水管から流れ出る水を制御し、ゴールまで進んで行くチャレンジミッションとなっている。使用ポケモンはトサキント、サシカマス、雄のカジリガメで、ダイマックスするエースはカジリガメ。
バトルに勝利すると、みずバッジとわざマシン36「うずしお」が貰える。
ポケモンリーグ戦ではトサキントとサシカマスがアズマオウとカマスジョーに進化し、新たにグソクムシャとペリッパーを加えている他、雌のカジリガメを使用。殿堂入り後は、アズマオウとカマスジョーに代わって新たにヌオーとドヒドイデを加える。
カブ (Kabu)
声 - 井上和彦（ポケマス）
エンジンシティのジムリーダーでほのおタイプの使い手。番号は187。キャッチコピーは「いつまでも 燃える 男」。真面目で経歴も長いトレーナーの男性。いつも第二鉱山で修行している。ジムチャレンジの関門的な存在であり、彼に敗れて諦めるトレーナーも多いという。ホウエン地方出身で、若い頃にガラル地方にやって来た。
ジムの内部はほのおポケモンが生息する草むらが潜んでおり、そのポケモンをゲットして特定のポイントを達成するチャレンジミッションとなっている。使用ポケモンはキュウコン（カントーのすがた）、ウインディ、マルヤクデで、キョダイマックスするエースはマルヤクデ。
バトルに勝利すると、ほのおバッジとわざマシン38「おにび」が貰える。
ポケモンリーグ戦での使用ポケモンはジム戦同様のキュウコン（カントーのすがた）、ウインディ、マルヤクデを再び使用し、新たにコータスとエンニュートを加える。
サイトウ (Bea)
声 - 喜多村英梨（薄明の翼・ポケマス）
ラテラルタウンのジムリーダーでかくとうタイプの使い手。『ソード』のみ登場。番号は193。キャッチコピーは「ガラル空手の 申し子」。100年の歴史を誇るガラルカラテの申し子。両親による厳しい教育のためか笑顔を見せることが滅多にない。同じラテラルタウンのジムリーダーのオニオンとの関係は不明。
ジムの内部は、回転するコーヒーカップとパンチ状の拳が出るマシーンのアトラクションゲームのチャレンジミッションとなっている。使用ポケモンはカポエラー、ゴロンダ、ネギガナイト、カイリキーで、キョダイマックスするエースはカイリキー。
バトルに勝利すると、かくとうバッジとわざマシン42「リベンジ」が貰える。
ポケモンリーグ戦での使用ポケモンはジム戦同様にネギガナイトとカイリキーを再び使用し、新たにルチャブル、オトスパス、タイレーツを加える。
オニオン (Allister)
声 - 広橋涼（薄明の翼・ポケマス）
ラテラルタウンのジムリーダーでゴーストタイプの使い手。『シールド』のみ登場。番号は291。キャッチコピーは「サイレントボーイ」。内気な性格のために仮面で素顔を隠しているが、レアリーグカードで見られる素顔は美少年である。どこでも仮面が外れてもいいように、同じデザインの仮面を100個は用意している。同じラテラルタウンのジムリーダーのサイトウとの関係は不明。
ジムの内部とチャレンジミッションはサイトウと同様。使用ポケモンはデスマス（ガラルのすがた）、ミミッキュ、サニゴーン、ゲンガーで、キョダイマックスするエースはゲンガー。
バトルに勝利するとゴーストバッジとわざマシン77「たたりめ」が貰える。
ポケモンリーグ戦での使用ポケモンはジム戦同様にサニゴーンとゲンガーを再び使用し、新たにヨノワール、シャンデラ、ポットデスを加え、殿堂入り後はポットデスに代わりデスバーンを加える。
ポプラ (Opal)
声 - 長尾歩（薄明の翼）
アラベスクタウンのジムリーダーでフェアリータイプの使い手。番号は910。キャッチコピーは「ファンタスティック シアター」。相手の行動を予知しているかのようにバトルを進めるため、「魔術師」とも呼ばれている老婆。母親から継いで70年間ジムリーダーをしているが、高齢のために後継者を探している。
ジムの内部はオーディション会場で、後任のジムリーダー候補のための面接としてクイズを出し、ジムトレーナーとのポケモンバトルのチャレンジミッションとなっている。使用ポケモンはマタドガス（ガラルのすがた）、クチート、トゲキッス、マホイップで、キョダイマックスするエースはマホイップ。
バトルに勝利すると、フェアリーバッジとわざマシン87「ドレインキッス」が貰える。
後任のジムリーダー探しのために旅を続けていたところ、ナックルシティで全身ピンクの衣服を着こんだビートを見つけ出しアラベスクタウンに連れて帰り、彼を後任者とし、自身はジムリーダーを引退した。
マクワ (Gordie)
声 - 八代拓（ポケマス）
キルクスタウンのジムリーダーでいわタイプの使い手。『ソード』のみ登場。番号は188。キャッチコピーは「ハードロック クラッシャー」。サングラスを掛けたぽっちゃり体型の男性。基本的には礼儀正しい性格で、チャレンジャーに対しても敬語で接する。一人称は「ぼく」、二人称は「あなた」。同じキルクスタウンのジムリーダーのメロンの実子。
ジムの内部は砂の路上で所々落とし穴があり、ダウジングマシーンで落とし穴を避けて通って行くチャレンジミッションとなっている。使用ポケモンはガメノデス、ツボツボ、イシヘンジン、セキタンザンで、ダイマックスするエースはセキタンザン。
バトルに勝利すると、いわバッジとわざマシン48「がんせきふうじ」が貰える。
ポケモンリーグ戦での使用ポケモンはジム戦同様のガメノデス、ツボツボ、イシヘンジン、セキタンザンを再び使用し、新たにバンギラスを加える。
メロン (Melony)
声 - 甲斐田裕子（ポケマス）
キルクスタウンのジムリーダーでこおりタイプの使い手。『シールド』のみ登場。番号は361。キャッチコピーは「ジ・アイス」。豪快な性格の持ち主で、ストイックなバトルを好む女性。現ガラルポケモンリーグ最強と謳われているジムリーダー・キバナに唯一無敗を誇っている。ジムリーダーは20代の頃からやっており、スパルタ指導を行うことで有名らしい。同じキルクスタウンのジムリーダーのマクワの実母。
ジムの内部のチャレンジミッションはマクワと同様だが、こちらは氷の路上となっている。使用ポケモンはモスノウ、ヒヒダルマ（ガラルのすがた）、コオリッポ、ラプラスで、キョダイマックスするエースはラプラス。
バトルに勝利すると、こおりバッジとわざマシン27「こごえるかぜ」が貰える。
ポケモンリーグ戦での使用ポケモンはジム戦同様のモスノウ、ヒヒダルマ（ガラルのすがた）、コオリッポ、ラプラス を再び使用し、新たにバリコオルを加える。
ネズ (Piers)
声 - 谷山紀章（薄明の翼・ポケマス）
スパイクタウンのジムリーダーであくタイプの使い手。番号は061。人々からは「哀愁のネズ」と呼ばれている。エール団のボスにしてマリィの実兄。気性が荒い性格だが、ふるさと想いと仲間想いの男性。タチフサグマのようなファッションセンスが特徴。ジムリーダーの他にもシンガーソングライターをしており、敬語のような独特の喋り方で喋る。昔からダイマックスを嫌っており、ダイマックスを使わないことにこだわっている。
スパイクタウン全体がジムのようになっているため、施設としてのスタジアムはなく、街の奥へ進む途中でのエール団のしたっぱたちとのポケモンバトルがチャレンジミッションとなっている。使用ポケモンはズルズキン、カラマネロ、スカタンク、タチフサグマで、エースはタチフサグマ。
バトルに勝利すると、あくバッジとわざマシン85「バークアウト」が貰える。
ポケモンリーグでの使用はジム戦同様にズルズキン、カラマネロ、スカタンク、タチフサグマを再び使用し、新たにストリンダー（ローな姿）を加える。
キバナ (Raihan)
声 - 鳥海浩輔（薄明の翼・ポケマス）
ナックルシティのジムリーダーでドラゴンタイプの使い手。番号は241。現ガラルポケモンリーグ最強と呼ばれる男性で、他の地方だとチャンピオンになっていてもおかしくない実力を持つ。キャッチコピーは「ドラゴンストーム」。竜のようなフード付きの服装が特徴。ダンデのライバル的な存在で、ガラルでもトップのジムリーダー。ナルシストで常にスマホロトムを持ち歩き、バトル中でも自撮りをしている。バトルでは天候を利用した戦法を得意としている。
ナックルシティのスタジアムとは別の施設の宝物庫でジムトレーナーとのポケモンバトルが、チャレンジミッションとなっている。使用ポケモンはギガイアス、フライゴン、サダイジャ、ジュラルドンで、ダイマックスするエースはジュラルドン。
バトルに勝利すると、ドラゴンバッジとわざマシン99「ワイドブレイカー」が貰える。
ポケモンリーグ戦での使用ポケモンはジム戦同様にフライゴンとジュラルドンを再び使用し、新たにコータス、ヌメルゴン、バクガメスを加える。

### その他の人物
ローズ (Rose)
声 - 山路和弘（薄明の翼・ポケマス）
ガラル地方のポケモンリーグを取りまとめる男性。ガラルポケモンリーグの委員長であり、ダイマックスを導入したバトルにより、ガラル地方のポケモンリーグを世界的に有名にした。巨大企業であるマクロコスモス社を束ねる経営者でもあり、その人望は厚い。またトレーナーの才能を見抜く目も持っており、チャンピオンのダンデを発掘した人物でもある。
はがねタイプの使い手。手持ちはシュバルゴ、ナットレイ、ニャイキング、ギギギアル、ダイオウドウで、キョダイマックスするエースはダイオウドウ。
オリーヴ (Oleana)
声 - 長尾歩（薄明の翼・ポケマス）
ローズの秘書であり、マクロコスモス社の副社長。ローズを慕う一方、それ以外の他人には高圧的に接している。秘書になる前は高山労働者（いわゆるブルーカラー）だった。
タイプにこだわらず、女性的なイメージのポケモンを使用。手持ちはユキメノコ、アマージョ、エンニュート、ミロカロス、ダストダスで、キョダイマックスするエースはダストダス。
ソッド＆シルディ (Sordward & Shielbert)
殿堂入り後、主人公とホップがまどろみの森で出会う兄弟。伝説のポケモンに纏わる「くちたけん」と「くちたたて」を盗み出し、ガラル地方全体に新たな事件を引き起こす。名前の由来はそれぞれ、ソッドはソード、シルディはシールド。
ウカッツ博士
ガラル地方の6番道路に一人佇む、怪しげな女性博士。化石ポケモンを復元してくれる。
ボールガイ (Ball Guy)
声 - 関智一（ポケマス）
ポケモンリーグのマスコットキャラクター・ボールガイに扮した人物。モンスターボールに顔がついたデザインの着ぐるみを被っている。語尾に「ボル」をつけて喋る。
マスコットに扮しているが、正体は不明。公認マスコットになるのが夢。トレーナーたちのことを応援しており、話しかけると珍しいモンスターボールを貰える。

### DLCの登場人物
マスタード (Mustard)
声 - 魚建（薄明の翼）
ヨロイ島でマスター道場を営み、弟子を育てている老人男性。主人公の師匠となり、様々な試練を与えつつ伝説のポケモンダクマを主人公に託す。
元ジムリーダー・元チャンピオンで、過去にはダンデも指導し才能を見出していた。
かくとうタイプを主体に使う。手持ちはコジョンド、アーマーガア、ルガルガン（まひるのすがた）、レントラー、ジャラランガ、ウーラオスで、キョダイマックスするエースはウーラオス。
クララ (Klara)
声 - 石川由依（薄明の翼） / 富田美憂（ポケマス）
マスタードの弟子の1人で、どくタイプのポケモンの使い手の女性。『ソード』のみ登場。一見するとかわいらしい美少女だが、実際は腹黒いところがある。
最終的な手持ちはヤドキング、ドラピオン、マタドガス、ペンドラー、ヤドランで、エースはヤドラン。
セイボリー (Avery)
声 - 榎木淳弥（ポケマス）
マスタードの弟子のひとりで、エスパータイプのポケモンを使う青年。『シールド』のみ登場。
おしゃれにこだわりがあり、他の門下生のように道着を着用せず、別の服装をしている。
最終的な手持ちはヤドラン、ギャロップ、ココロモリ、フーディン、ヤドキングで、エースはヤドラン→ヤドキング。
ミツバ (Honey)
マスタードの妻で、道場の女将。ワットを分けることで、道場の設備を充実させてくれる。トレーナーとしても実力は高い。
手持ちはハピナス、エルレイド、エンニュート、ヒヒダルマ（ガラルのすがた）、トゲキッスと、主人公がヨロイ島で最初に選んだポケモンに応じてフシギバナかカメックスのどちらかを使用する。キョダイマックスするエースはフシギバナかカメックス。
ピオニー (Peony)
声 - 最上嗣生（薄明の翼）
探検家にして元ジムリーダーで元チャンピオンの男性。はがねタイプの使い手。娘のシャクヤを溺愛し、いつも心配している。伝説のポケモンの調査のために娘のシャクヤと共にカンムリ雪原に赴くも、マックスダイ巣穴で娘とはぐれてしまう。そこで出会った主人公に調査の依頼し、主人公を隊長と呼ぶようになる。
マクロコスモスの元会長ローズの実弟であり、兄弟そろって顔が似ている。
最終的な手持ちはニャイキング、ハッサム、ドータクン、ボスゴドラ、ダイオウドウで、エースはボスゴドラ。ガラルスタートーナメントではダイオウドウをキョダイマックスする。
シャクヤ (Peonia)
探検家ピオニーの娘で、父とともにカンムリ雪原に赴く。ダイマックスアドベンチャーに入れ込んでいる。パートナーポケモンはガチゴラス。

## ポケモン
本作に初登場するポケモンも含めて、これまでに登場したポケモンも全てではないが数多く登場する。

### リージョンフォームのポケモン
アローラ地方同様、ガラル地方には特定の姿を持つポケモンがいる。
ニャース（ガラルのすがた）
タイプ：はがね
一般的なニャースと違い、黒っぽい容姿となっている。このニャースのみ、ニャイキングに進化する。
カモネギ（ガラルのすがた）
タイプ：かくとう
カントーのカモネギと異なり、ネギが太い。このカモネギのみ、ネギガナイトに進化する。
サニーゴ（ガラルのすがた）
タイプ：ゴースト
体全体が白っぽいのが特徴。このサニーゴのみ、サニゴーンに進化する。
デスマス（ガラルのすがた）
タイプ：じめん・ゴースト
イッシュのデスマスと異なり、目が紫になっていて、粘土板の破片が付いている。このデスマスのみ、デスバーンに進化する。
ポニータ（ガラルのすがた）
タイプ：エスパー
体の毛がピンクと水色のツートンカラーとなっている。
ギャロップ（ガラルのすがた）
タイプ：エスパー・フェアリー
ポニータ（ガラルのすがた）の進化形。こちらも体の毛がピンクと水色のツートンカラーとなっている。
バリヤード（ガラルのすがた）
タイプ：こおり・エスパー
カントーのバリヤードと異なり、衣装が青系統となっている。このバリヤードのみ、バリコオルに進化する。
ダルマッカ（ガラルのすがた）
タイプ：こおり
イッシュのダルマッカと異なり、体が白系統となっている。
ヒヒダルマ（ガラルのすがた）
タイプ：こおり
ダルマッカ（ガラルのすがた）の進化形で、「こおりのいし」を使用して進化する。こちらも体の色が白系統となっている。
ジグザグマ（ガラルのすがた）
タイプ：あく・ノーマル
体色が黒と白のツートンカラーで目が赤い。好戦的なポケモンで人やポケモンに突進して挑発する。ガラル図鑑には「この姿が一番古いジグザグマの姿」と書かれている。
マッスグマ（ガラルのすがた）
タイプ：あく・ノーマル
ジグザグマ（ガラルのすがた）の進化形。本来の姿と同様に真っ直ぐ走るのを好んでおり、自動車ですら跳ね飛ばすほどの突進を持つ。このマッスグマのみ、タチフサグマに進化する。
マッギョ（ガラルのすがた）
タイプ：じめん・はがね
一般的なマッギョと異なり、模様の色が黄色から黄緑色になっている。
マタドガス（ガラルのすがた）
タイプ：どく・フェアリー
体色は灰色で、頭部に長いシルクハットのような煙突、口にガスのヒゲをつけたような姿。汚い空気やガスを栄養にしており、体内に溜めたガスを頭から出す。この空気は綺麗。専用特性「かがくへんかガス」を持つ。

## 世界観
舞台であるガラル地方（ガラルちほう）は、田園風景や雄大な草原、険しい雪山など、さまざまな表情を持つ地方である。近代的な都市もあり、人々はポケモンと協力して産業を発展させている。イギリスのグレートブリテン島がモデルで、全体像は同島を上下逆にしたような感じになっている。

### 各言語版の表記
- 英語・ドイツ語・スペイン語・フランス語・イタリア語版は「Galar」と表記される。これはウェールズ語では「哀悼」、アイルランド語では「病気」をそれぞれ意味する。
- 韓国語版での表記は가라르지방(北朝鮮: 가랄지방（1992年式: Kalal Chipang） 漢字: 가라르地方（北朝鮮:가랄地方） 2000年式: Garaleu Jibang, MR式: Karalŭ Chipang)と表記される。
- 中国語版での表記は、簡体字:伽勒尔地区、繁体字: 伽勒爾地區 (拼音: gālèěr dìqū 注音符号:ㄐㄧㄚㄌㄟㄦˇㄉㄧˋㄑㄩ)と表記される。

### 都市
ハロンタウン
主人公とライバルであるホップの家がある田舎町。ホップ・ダンデの出身地でありゲームのスタート地点。町の西側にはまどろみの森と呼ばれる森林地帯がある。
ブラッシータウン
ポケモン研究所の所在地。
エンジンシティ
ジムチャレンジのため最初に訪れることになる工業都市。エンジンスタジアムでジムチャレンジの開会式が開かれる。
ターフタウン
ガラル地方西部にある街で、すり鉢状の形をしており、街の至る所に石碑がある。また、街の西部には地上絵がある。ジムチャレンジ最初のジムの所在地。
バウタウン
ガラル地方東部にある港町で、海に面している。
ナックルシティ
ワイルドエリアの最北から進める、中世の城壁を活かした歴史ある街。
ラテラルタウン
巨大な壁画の遺跡がある街。
アラベスクタウン
ルミナスメイズの森の奥地にある街で、昼でも薄暗く、幻想的な雰囲気が漂う。
キルクスタウン
ガラル地方中部に位置する、古い建物が並ぶ温泉の街。気候は寒帯で温泉やホテルなどの観光業が盛ん。
スパイクタウン
北東部の薄暗い田舎町。ダイマックスのパワースポットが無く、ポケモンセンター以外の施設は無い。エール団の拠点の場所となっている。
シュートシティ
ローズが造った計画都市であり、マクロコスモスの本拠地であるローズタワーの所在地でもある。このほかにもチャンピオンカップが開催されるシュートスタジアムが存在する。

## 開発
本作の開発は2016年のサン・ムーンの発売直後から開始された。コンセプトの構築に1年間を費やした後に本格的な開発へ移行し、最終的な開発期間はデバッグ作業なども含め約3年としている。プロデューサーの増田順一とディレクターの大森滋は、本作には開発やマーケティングおよび広報などを含め複数の企業から約1,000人が携わっているとしており、増田はこの数について以前のポケモンタイトルよりも50%ほど多いと推定している。開発においては約200人のゲームフリーク社員が中核を担い、パートナー企業であるクリーチャーズから約100人が3Dモデリング開発、更に100人がデバッグ作業やテストに携わっているとしている。
4gamerによるインタビューにて、大森は本作のテーマが「最強のポケットモンスター」であり、今までにない最強の「グラフィックス表現や企画内容，登場するポケモン」を目標に、その力強さを剣と盾というタイトルに込めたという。加えて、「倒す力（剣）と護る力（盾）のどちらを選ぶのか」を楽しんでほしいためとも語っている。大森はこのテーマを達成するための具体的な導入としてポケモンのシンボルエンカウント、ダイマックスおよびキョダイマックス、ワイルドエリアを挙げており、後者2つはハードがNintendo Switchに移行したことで初めて実現可能になったとしている。また、このインタビュー内でガラル地方のモチーフが英国であると明言しており、ダイマックスのアイデアも英国の巨人伝説が後押ししたとしている。
本作のシステムのうちのオートセーブ機能は、電源を切る代わりに画面だけを消すスリープモードにするプレイヤーが多いことや、Swtichのセーブ速度の速さを踏まえて取り入れられた。

### 登場ポケモンの制限
本作の開発において、ポケモンのモデルをNintendo Switchにあわせるために最初から作り直す必要が出てきた。だが、シリーズにおけるポケモンの総数が、既存分のフォルムチェンジなどを含めて1,000を超えており、すべてのポケモンのモデルを現行化したり、バトルシステム面での調整が困難になったことから、協議の末に開発チームは『Pokemon Home』から連れてこられるポケモンの数を制限するという決断を下した。
プロデューサーの増田はファミ通とのインタビューやユーザーに向けたコメントの中で、これが苦渋の決断だとしつつも、登場を見送ったポケモンをぞんざいにしているわけではないとしている。
また、ディレクターの大森は、連れてこれるポケモンを制限した代わりに、ワイルドエリアなどの別の要素を強化したと同じインタビューの中で話している。

### ビジュアル
開発チームはグラフィックにもこだわっており、特にプレイヤーとポケモンの出会いの場である草むらの描写には半年が費やされた。また、小さなものでも繊細な描写を可能とするSwitchの性能を生かすため、開発チームはポケモンが巨大化するダイマックスという要素を取り入れることにした。小さな子どもがテレビ画面で遊ぶことを想定し、いきなりポケモンが巨大化して不安にならないようにするため、ダイマックスの演出には注意が払われた。

### 環境音
本作の音響空間のデザインにおいては「生物がポケモンしかいない自然環境音をリアルに表現する」という方針が立てられ、開発に参加していたコネクテコ代表取締役の北村一樹は、現実世界の生物の鳴き声を確認するため、まず山奥に小型スピーカーをランダムに配置し、そこからポケモンの鳴き声を再生して録音するという実験が行われた。
この実験では周囲の動植物の音も入ってしまうが、北村は偶然録音されていた虫の鳴き声が（ポケモンの鳴き声として使われる）シンセサイザの電子音に近く、空間における音の響き方や草木による回折をシミュレートすれば、ポケモンの鳴き声も自然になじんだものなると気付いた。そこで、スタジオ内にランダムに配置したスピーカーからポケモンの鳴き声を流し、天井に向けたマイクでそれを録音するという実験が行われた。この実験を通じて北村はリアンプした鳴き声と環境音を合わせて目標を達成できると確信した。
そして、本作では昼と夜の汎用環境鳴き声と、鳴き声を上げるひつじポケモン・ウールーがいるエリア向けの昼用環境鳴き声が用意された。ただし、ステージ単位の差分を用意するにはいたらなかった。

### エキスパンションパスの導入
シリーズの歴史において、従来は新作が2つのバージョンとして発売された後、3つ目のバージョン（またはマイナーアップデート版）が販売されてきたが、本作ではそのような形式ではなく、有料追加コンテンツのエキスパンションパスを発売する方式が取られた。
シリーズを統括する増田順一は、エキスパンションパス発表の際、現在のプレイ状況から継続する形で新たな冒険を楽しめるようにするためにこの形式を導入したと意図を説明しており、エキスパンションパス配信後にゲーム専門サイトGame Informerからなされた問い合わせに対しても同様の回答を寄せている。

### 音楽
本作の音楽はガラル地方のモデルに合わせてイギリスのロック・ミュージックに影響されたものとなっており、『UNDERTALE』の開発で知られているトビー・フォックスも1曲提供している。フォックスはシリーズの作曲家の一人である一之瀬剛が自分をTwitterでフォローしていたことがきっかけで交流を重ね、あるパーティーでシリーズの参加を希望したところ快諾にいたったと公式ウェブサイトに寄せたメッセージの中で述べている。

## 評価
Metacriticによると84のメディアサイトの平均スコアは80/100であり、当サイトにおける「概ね好評」の評を得た。
米IGNは全国図鑑と連れ歩き機能の不在、カットシーンにおけるキャラクターの感情表現の不足を惜しみつつも、それでも本作がシリーズの最高傑作であり、また従来の魅力を損なうことなく（もはや伝統と化していた）退屈な要素を合理化できていると統括した。Gamespotもポケモンの収集やバトル、探索などにおける肥大化や退屈な作業を削ぎ、ポケモンゲーム本来の魅力に注力できていると評している。更にその一例として、移動のハードルが低く早い段階から自由に探索できるようになったことを挙げている。
一方、Eurogamerはコンテンツの不足と旧シリーズへの非対応を批判しており、またワイルドエリアに関してポケモンシリーズにとっては斬新だとしつつも、広さと明快さが欠けており真のオープンワールドではないとしている。

### 売上
日本国内での販売初週の販売数は200万本、国内外を含めると600万本以上を記録し当時のNintendo Switch専用ソフトでの初週最速・最多販売記録を更新した。
Nintendo of Americaによると、米国ではデジタル版も含め発売後2日間で200万本の販売を達成し、これはポケモンゲームの中で最も成功した発売だとしている。発売当日は直営店であるNintendo New Yorkに多くのファンが集まり、開店と販売開始までのカウントダウンを楽しむなど賑わいを見せた。
GamesIndustryは英国小売市場での、かつパッケージ版に限るとした上で、2019年度のソード版の売上を273,991本と報告している。これは同年に「単一機種のみで」販売されたゲームにおいてトップを記録しており、この括りを外しても7番目に位置するとしている。またGamesIndustryは同様に、本作の初週販売数がポケモンゲームの中で2番目に多く、ブラック・ホワイトより43％増、Let's Go! ピカチュウ・イーブイより64.6％増したものの、サン・ムーンと比較すると34.5％落ち込んだと報告している。

### 受賞
日本ゲーム大賞2020では、優秀賞およびベストセールス賞を受賞し、グローバル賞においても日本作品部門に選ばれた。

## その他
Roku対応のメディアストリーミング端末を搭載する機器において、同ソフトによって、故障する恐れがあるため、同社はアップデータを提供している。

## 薄明の翼
『薄明の翼』（はくめいのつばさ、英：Pokémon: Twilight Wings）のタイトルで、本作のWebアニメが公開されている。全7話で、2020年1月15日よりYouTubeポケモン公式チャンネルにて配信された。また、『ポケットモンスター ソード・シールド エキスパンションパス』の配信開始を記念し、スペシャルアニメ『「薄明の翼」EXPANSION 〜星の祭〜』が同年11月5日に配信された。

### オリジナルキャラクター（Webアニメ）
ジョン
声 - 悠木碧
入院生活が続いているダンデの大ファンの少年。
トミー
声 - 真堂圭
同じく入院しているジョンの友達。第6話では退院していたことが判明した。
タクシー運転手
声 - 荻野晴朗
毎話登場するアーマーガアの空飛ぶタクシーの運転手。

### 製作（Webアニメ）
| 監督                                 | 山下清悟                           |
| 助監督                               | 渡辺葉                             |
| 脚本                                 | 木下爽                             |
| 脚本監修                             | 岸本卓（第1話 - 第7話）            |
| コンセプトアート・カラースクリプター | 東みずたまり                       |
| キャラクターデザイン                 | 小笠原真                           |
| 美術デザイン                         | 東みずたまり、おかちょけ           |
| 美術監督                             | 竹田悠介、益城貴昌                 |
| 色彩設計                             | 広瀬いづみ                         |
| CGディレクター                       | 高橋将人                           |
| 撮影監督                             | 小川克人                           |
| 音響監督                             | 三間雅文                           |
| 音楽                                 | コーニッシュ                       |
| アニメーション制作                   | スタジオコロリド、FILMONY（第2話） |

企画当初からポケモンのファン以外の幅広い層にも視聴してもらうことを想定しており、そのためタイトルを「ポケットモンスター 薄明の翼」ではなく単に『薄明の翼』としたり、メインビジュアルにポケモンの姿を描かなかったりしている。
制作会社としてスタジオコロリドが起用されたのは、企画・プロデュース担当の古家嘉之が以前から同社の絵柄やカメラワークに惚れ込んでいたためである。『薄明の翼』というタイトルについては、「薄明」という言葉はあまり聞き慣れず、「薄」にはネガティブ、「明」「翼」にはポジティブなイメージがあるとし、そういう言葉の意味も探ってほしいという考えからつけられた。

### 各話リスト（Webアニメ）
| 話数   | サブタイトル         | 脚本   | 絵コンテ        | 演出            | 作画監督               | 配信日         |
| ------ | -------------------- | ------ | --------------- | --------------- | ---------------------- | -------------- |
| 第1話  | 手紙                 | 木下爽 | 山下清悟        | 山下清悟        | 篠田貴臣 高野友宏      | 2020年 1月15日 |
| 第2話  | 修行                 | 木下爽 | 新井陽次郎      | 新井陽次郎      | 黄捷 田村篤 新井陽次郎 | 2月18日        |
| 第3話  | 相棒                 | 木下爽 | 竹内雅人        | 竹内雅人        | 井川典恵               | 3月17日        |
| 第4話  | 夕波                 | 木下爽 | 山下清悟        | 山下清悟        | 近岡直                 | 4月17日        |
| 第5話  | 秘書                 | 木下爽 | 渡辺葉          | 渡辺葉          | Moaang                 | 6月5日         |
| 第6話  | 月夜                 | 木下爽 | 川畑えるきん    | 川畑えるきん    | 刈谷仁美               | 7月3日         |
| 第7話  | 空                   | 木下爽 | 山下清悟        | 山下清悟        | 近岡直                 | 8月6日         |
| 特別編 | EXPANSION 〜星の祭〜 | 渡辺葉 | 山下清悟 渡辺葉 | 山下清悟 渡辺葉 | 黄捷 渡辺暁子          | 11月5日        |